# Lista de jornais e revistas do Reino Unido

## Jornais
- The Times
- Evening Standard, Londres
- The Guardian
- The Mail on Sunday
- The Sun, tablóide
- Daily Mail
- The Daily Telegraph
- Daily mirror
- Daily Star
- Daily Express
- Financial Times

## Revistas
- Punch
- The Economist